# Politsei- ja Piirivalveamet
L'office de la police et des gardes-frontières  (en estonien : Politsei- ja Piirivalveamet, sigle PPA) est une agence gouvernementale relevant du ministère de l'Intérieur et des Affaires régionales basée à Tallinn en Estonie.

## Présentation
L’agence a été fondée le 1er janvier 2010, en fusionnant le Conseil de police, la police criminelle centrale, la police de sécurité, l’office des gardes-frontières et l’office de la citoyenneté et des migrations.
La mission principale de l'agence est d'assurer et de protéger l'intégrité de l'État estonien et, depuis le 1er mai 2004, également la frontière de l'Union européenne sur le territoire de la république d'Estonie,  contrôler la citoyenneté, préserver la loi et l'ordre civil à l'intérieur des frontières de la république d'Estonie et détecter et prévenir le crime.